# Batalla de Cuarte
Se conoce como batalla de Cuarte al encuentro bélico que se desarrolló el 21 de octubre del año 1094 entre las fuerzas de Rodrigo Díaz el Campeador y el Imperio almorávide en las proximidades de las localidades de Mislata y Cuart de Poblet, situadas a pocos kilómetros de Valencia.
Tras haber conquistado el Cid la ciudad de Valencia el 17 de junio, el Imperio almorávide reunió a mediados de agosto un gran ejército al mando de Muhámmad ibn Tasufín, sobrino del emir Yúsuf ibn Tasufín, con objeto de recuperarla. Hacia el 15 de septiembre Muhámmad sitió la ciudad, pero Rodrigo salió a romper el cerco en batalla campal obteniendo una victoria decisiva que rechazó a los almorávides y aseguró su principado valenciano.
Fue, posiblemente, la más importante de las victorias del Cid y la primera contra un gran ejército almorávide en la península ibérica; además frenó su avance en Levante durante los años restantes del siglo XI. En el diploma de 1098 de dotación de la nueva Catedral de Santa María consagrada sobre la que había sido mezquita aljama Rodrigo firma «princeps Rodericus Campidoctor» considerándose un soberano autónomo pese a no tener ascendencia real, y el preámbulo de dicho documento alude a la batalla de Cuarte como un triunfo conseguido rápidamente y sin bajas sobre un número enorme de mahometanos.

## Antecedentes
El 17 de junio de 1094, la Valencia musulmana (de nombre árabe Balansiya) cayó en manos de Rodrigo Díaz. Yúsuf ibn Tasufín, caudillo de los almorávides, ordenó reclutar unos 4000 jinetes de caballería ligera y entre 4000 y 6000 soldados de infantería en Ceuta, a cuyo mando puso a su sobrino Abū ˁAbdallāh Muḥammad ibn Ibrāhīm ibn Tāšufīn, para emprender una expedición que intentara recuperar la ciudad. Destacaba en la hueste almorávide la guardia imperial, de carácter permanente y formada en parte por esclavos negros, que eran soldados de caballería o infantería bien equipada de élite que se distinguían por su valor y lealtad, y podían organizarse en cuerpos especializados, como arqueros. Además el ejército almorávide contaba con algunos cientos de guerreros de caballería pesada andalusí, de características similares a la caballería cristiana, que quizá incorporaran algún cuerpo de ballesteros, un arma usual en los sitios que los árabes llamaban qaws al-ˁaqqār, qaws rūmī o ifranğī ('arco mortífero', 'arco cristiano' o 'franco'). En total, el ejército almorávide sumaba un máximo de 10 000 efectivos.
Según el Albayān almuġrīb ('Historia de los reyes de al-Ándalus y el Magreb') de Ibn ˁIḏārī Almarrākušī, que recoge los relatos de Ibn ˁAlqamah, y probablemente el de Ibn Al-Farağğ (que fue wazīr, alguacil o ministro de Hacienda del régulo Al-Qádir, y del Cid durante su protectorado de 1089-1091), ambos testigos de los hechos, también fue desencadenante del conflicto la queja de los habitantes de la provincia almorávide de Denia, que pidieron ayuda al emperador Yúsuf ante las continuas razias que sufrían por parte de los destacamentos de la Valencia cidiana.
Los contingentes almorávides desembarcaron en la península ibérica entre el 16 y el 18 de agosto de 1094. Al pasar por Granada (cinco días más tarde), se les unió parte de la guarnición del gobernador almorávide de esta provincia ˁAlī ibn Alḥāğğ, y del ejército regular de la antigua taifa zīrī integrado en el contingente militar granadino, y más adelante es bastante seguro que se sumaran tropas andalusíes de las taifas de Lérida (no más de trescientos caballeros al mando de su gobernador Ibn Abīlḥağğāğ Aššanyāṭī), Albarracín (que no llegarían al centenar de caballeros armados comandados por ˁAbd al-Malik ibn Huḏayl ibn Razīn, longevo señor de la taifa entre 1045 y 1103), y quizás también de Segorbe —a las órdenes de Ibn Yāsīn— y Jérica —cuyo señor era Ibn Yamlūl—, en cuyo caso aportarían unas decenas de soldados a caballo cada una, pues el Levante andalusí en esta época estaba fragmentado en fortalezas regidas por caídes o señores que dominaban poco más que su alfoz; a esto habría que sumar los peones que aportaran: entre 3 y 5 por cada caballero contando los escuderos, pajes y acemileros. La presencia de las guarniciones personales de las taifas andalusíes aún no sometidas al poder almorávide tenía sobre todo una finalidad política, y subrayaría la subordinación de las taifas respecto del Imperio magrebí. Además, las tropas hispanoárabes eran muy útiles por su conocimiento de las técnicas bélicas cristianas (junto a esta caballería habían peleado en numerosas ocasiones) y de las características de una guerra por asedio.
Tras el reclutamiento en Ceuta, el ejército almorávide cruzó el Estrecho mediante varios viajes, ya que no poseían la flota de alrededor de un centenar de barcos necesaria para transportar simultáneamente todo el ejército, y desembarcó seguramente en Algeciras. Desde allí emprendió una marcha de alrededor de 750 km a través de Málaga, Granada y Murcia, adonde llegaron veintidós días después del paso del Estrecho, entre el 7 y el 9 de septiembre de aquel 1094. A continuación tomó la ruta interior por Villena o Alcoy, y desde una de estas dos localidades a Játiva, aunque también era practicable la exterior que transitaba por la costa y Denia. Finalmente las tropas acamparon en la llanura situada entre Cuart de Poblet y Mislata, entre 3 y 6 km al oeste de Valencia, hacia el 15 de septiembre, e iniciaron el asedio justo antes del comienzo del mes de Ramadán, aunque de modo pasivo durante el mes sagrado musulmán. Terminado el periodo de ayuno el 14 de octubre, el ejército islámico empezó a incrementar las hostilidades.

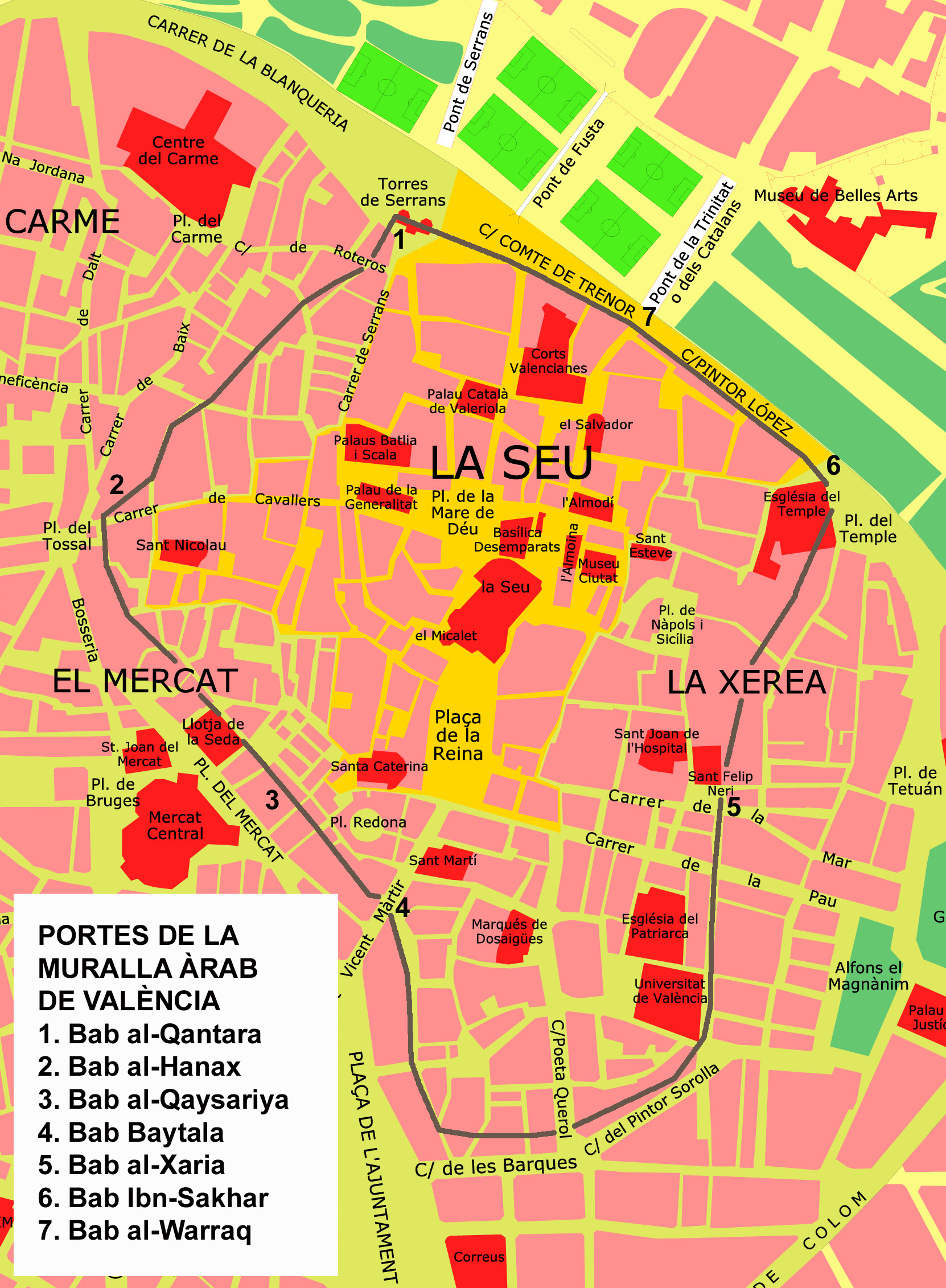
Trazado de la muralla islámica de Valencia y localización de sus principales puertas. El primer contingente cidiano salió al mando del Campeador por la noche a través de la puerta sur-sudoeste de la ciudad (Puerta de Baytala, Buyatallah o Boatella, en el plano con el n.º 4) y se situó casi a espaldas de la retaguardia y el Real almorávide, al sur de Cuarte. Tras emplazarse emboscado el grueso del ejército cristiano, un segundo contingente de caballería más exiguo salió por la puerta de Bāb al-Ḥanaš, Bab al-Hanax o Puerta de la Culebra (n.º 2 del plano) y avanzó directamente hacia la vanguardia del enemigo, situada al este de Mislata, con el fin de provocar el avance de la caballería almorávide y emprender una rápida retirada que la atrajera hacia Valencia en una maniobra de distracción similar al tornafuye. Con ello se debilitó la cohesión de la formación almorávide extendida ahora a lo largo de unos cinco kilómetros de longitud entre Cuarte y Valencia. A continuación el Cid, al mando del contingente principal, atacó la retaguardia almorávide, ante lo que se produjo la desbandada musulmana, tomó el Real y obtuvo una rápida victoria.

En cuanto el Campeador tuvo noticia de que el ejército almorávide se dirigía a Valencia, lo que sucedió en los primeros días de septiembre, comenzó a tomar medidas para resistir el asedio. Para ello revisó y reparó los muros de la ciudad y quizá construyó nuevas defensas amuralladas de tapial que protegieran los arrabales y las puertas de la urbe. Procedió, asimismo, a aprovisionarse de viandas, pertrecharse de armas y a reunir la mayor cantidad de guerreros posible, tanto cristianos como musulmanes, con un llamamiento a los señores y alcaides de la zona a unirse a su hueste. Aunque la estimación de los efectivos del Cid es insegura, se calcula que pudo allegar entre 4000 y 8000 combatientes, la mitad de ellos de caballería pesada, contando con cristianos y andalusíes. Formarían el ejército cidiano entre 2000 y 4000 caballeros aproximadamente y otro número similar de peones que contaría, además, con arqueros y ballesteros. Por otra parte, se aseguró de evitar en lo posible el riesgo de rebelión interna o quintacolumnistas dentro de la propia Valencia, un peligro muy considerable en una ciudad que albergaba a 15 000 habitantes aproximadamente y una facción proalmorávide numerosa, que había contribuido a derrocar al rey Al-Qádir en 1092 y a encumbrar al cadí Ibn Yahhaf inmediatamente antes de la conquista de Rodrigo Díaz. Por esta razón, el Cid confiscó todas las armas y objetos de hierro de la población y expulsó de la ciudad a todo sospechoso de mostrar simpatías hacia los almorávides. Más adelante, ya iniciado el asedio, procedió a deshacerse también de «bocas inútiles» haciendo salir a las mujeres e hijos de los musulmanes, a quienes envió hacia el campamento almorávide, un procedimiento habitual en situaciones de sitio, ya que se procuraba mantener en la ciudad solo a aquellos que estuvieran en condiciones de combatir.
Pero uno de los aspectos más alabados en el Cid por todas las fuentes, tanto cristianas como musulmanas, es su capacidad para la guerra psicológica. En este sentido Rodrigo Díaz llevó a cabo varias estrategias. Propagó la amenaza de que iba a ejecutar a los musulmanes que aún permanecían en Valencia si los almorávides la sitiaban, con lo que mantenía en estado de sumisión por terror a esta población que hubiera podido ser proclive a la colaboración con el enemigo; además, con esta medida elevaba la moral de la propia hueste. Para reforzarla todavía más, el Cid, conocido por sus facultades para la ornitomancia, divulgó el pronóstico de que la victoria iba a ser suya. No debe desecharse tampoco su capacidad para arengar adecuadamente a sus hombres. Sin embargo, lo más efectivo fue que difundió la noticia (fuera falsa o verdadera) de que iban a acudir al socorro tropas de Pedro I de Aragón y de Alfonso VI; de estos auxilios, que en el caso de Alfonso VI fue probablemente solicitado en realidad, solo el rey de León, Castilla y Toledo acudió (según fuentes árabes) a la llamada, aunque la batalla decisiva se produjo cuando este monarca se encontraba aún a medio camino. Independientemente de que se produjera históricamente la petición de socorro a estos reyes, la divulgación del rumor de que un ejército salvador acudía no solo reforzaba el ánimo de combate de los sitiados, sino que sembraba inquietud en el ejército enemigo acampado; lo que sumado a las dificultades logísticas propias de un ejército tan numeroso y heterogéneo y la prolongada baja actividad durante todo el mes de Ramadán en campaña, generó desconfianza, impaciencia y finalmente disensiones entre sus filas, que acabaron en deserciones y debilitaron el cerco. Ante la llegada del enemigo, Rodrigo dio también ejemplo con su propia actitud inmutable y serena ante la contemplación del enorme campamento enemigo, hecho recogido tanto por Ibn Alqama como por la Historia Roderici, y que en el Cantar de mío Cid —que en las partes correspondientes a la batalla de Cuarte sigue a la Historia Roderici y a otra fuente que «remontaría de forma independiente a los sucesos mismos [...] por lo que su relato podría ponerse al servicio de la reconstrucción histórica, aun con las cautelas que exige su naturaleza poética»— se convierte incluso en un optimista humor irónico, cuando dice a su mujer que el campamento enemigo es solo riqueza que acrecentará sus bienes y ajuar que ofrecen a sus hijas casaderas, pues las victorias siempre eran seguidas de la captura del botín (vv. 1644-50):

Su mugier e sus fijas subiolas al alcácer,
 alçavan los ojos,   tiendas vieron fincar:
—¿Qué's esto, Cid,    sí el Criador vos salve?—
—¡Ya mugier ondrada,    non ayades pesar!
Riqueza es que nos acrece maravillosa e grand;
á poco que viniestes,   presend vos quieren dar,
por casar son vuestras fijas,   adúzenvos axuvar.
A su mujer y sus hijas las subió al alcázar
alzaban los ojos,   tiendas vieron plantar
—¿Qué es esto, Cid así os salve el Criador?
—¡Ay mujer honrada no tengáis pesar!
Nuestra riqueza se acrecienta grande y maravillosa;
hace poco que vinisteis,   un presente os quieren dar,
por casar están vuestras hijas,   os traen el ajuar.
Cantar de mio Cid, vv.1644-1650

## Desarrollo de la batalla

Desarrollo de la batalla de Cuarte.

Finalizado el Ramadán, los almorávides iniciaron las hostilidades el 14 de octubre con estruendo de tambores, añafiles y alaridos, saqueando las huertas y destruyendo, en lo posible, los barrios extramuros de la ciudad, y acompañando sus cotidianos ataques con lanzamiento de flechas por parte de los arqueros.
Sin embargo, los efectos de la guerra psicológica y la propaganda del Cid de que era inminente la llegada del ejército de Alfonso VI ya habían causado la defección de varios cuerpos almorávides, con lo que la zona sur y sudoeste de Valencia quedó sin cercar. La desmoralización y las bajas del ejército sitiador dio al Cid la oportunidad de preparar una salida para vencer en batalla campal a los sitiadores y romper así el asedio.
El Cid, tras soportar una semana de acoso por parte del ejército almorávide, decidió atacar el 21 de octubre de 1094. Salió de noche o madrugada de ese día comandando el grueso de su ejército por las puertas del sur de la ciudad (la puerta de Baytala, Buyatallah Boatella) y dando un amplio rodeo para alejarse lo más posible del ejército almorávide y no ser descubierto, para situarse tras la retaguardia y el real enemigo de modo que, cuando lanzaran el ataque desde aquel punto, a los almorávides les pareciera que efectivamente llegaban los refuerzos de Alfonso VI desde Castilla.
Al alba (hacia las 6:30 h), otro grupo menos numeroso de caballería cristiana salió de la ciudad por la puerta oeste (la de Bāb al-Ḥanaš, Bab al Hanax o Puerta de la Culebra), la más cercana a la vanguardia almorávide, simulando una espolonada o ataque rápido y con pocos efectivos de las que eran habituales en los cercos para procurarse algún respiro con escaramuzas en campo abierto que mitigaran las penurias del asedio. En realidad se trataba de una maniobra de atracción, para realizar algo similar a un tornafuye y, una vez que el grueso de la caballería almorávide de vanguardia saliera en persecución de este cuerpo, iniciar el ataque con el grueso de la caballería cristiana por la retaguardia.
Así se hizo y la parte principal del ejército cristiano tomó por sorpresa el real almorávide, posiblemente con el general Muhammad en él. Creyendo que era Alfonso VI quien había llegado, la retaguardia almorávide, ya de por sí con baja moral, fue vencida en el choque y huyó en desbandada en todas las direcciones. Pese a que el resto de los cristianos de la espolonada tuvieron problemas para defenderse de la vanguardia del ejército almorávide y sufrieron en su retirada algunas bajas, al percatarse el grueso de las tropas musulmanas de que un importante ejército atacaba por la retaguardia, vacilaron y probablemente se dividieron y desorganizaron. Al mediodía el Cid había conseguido una rápida victoria sin bajas y expulsado del campamento al sitiador.
De este modo el ejército del Cid, gracias a un hábil y astuto planteamiento de la batalla, logró una victoria decisiva arrancando del campo al ejército sitiador y, aunque no hubo alcance (persecución para aprovechar la victoria obteniendo el botín de los huidos) debido a que la huida se produjo en desorden y hostigar a los fugitivos hubiera desorganizado la mesnada cidiana, además de que la mayor riqueza en despojos era precisamente la que saquearon los cristianos a costa del campamento real almorávide, fue una victoria decisiva que obligó a una retirada sin paliativos del ejército sitiador.

## Consecuencias
Las consecuencias inmediatas de la victoria de Rodrigo Díaz fueron la obtención de un extraordinario botín en riquezas, caballos y armas y la recuperación de la hegemonía en esta zona. En efecto, ya en 1098 había conquistado las importantes plazas fuertes de Almenara y, sobre todo, Murviedro (la actual Sagunto).
La victoria permitió a Rodrigo, que firmó el documento de dotación de la nueva catedral de Santa María en 1098 como «princeps Rodericus Campidoctor», asegurar y reforzar la posesión del principado de Valencia como plaza cristiana hasta su muerte a mediados de 1099 e impidió la expansión musulmana hasta 1102 en el Levante, que se replegó hacia Játiva. Todo ello facilitó la expansión del Reino de Aragón hacia el sur, al quedar aislada la Taifa de Zaragoza del auxilio almorávide. Dos años después de la batalla de Cuarte, Pedro I de Aragón conquista Huesca y se alía con el Cid, colaborando ambos soberanos en rechazar a un nuevo ejército almorávide en 1097 en la batalla de Bairén. No será hasta 1110, tras la muerte del Campeador, que la Taifa de Zaragoza caiga en manos almorávides, aunque solo pudieron mantener por espacio de ocho años la capital del valle medio del Ebro bajo el dominio islámico.
A la muerte del Campeador su esposa Jimena consiguió defender la ciudad con la ayuda de su yerno Ramón Berenguer III de Barcelona hasta mayo de 1102, en el que el rey Alfonso VI ordenó su evacuación y Valencia volvió a pasar a manos de los almorávides.